# Eleccions legislatives portugueses de 1995
Les Eleccions legislatives portugueses de 1995 marcaren un viratge del país a l'esquerra. Després de 10 anys de govern del PSD, liderats per Aníbal Cavaco Silva, el PS vencé a les eleccions amb majoria relativa, per la qual raó l'enginyer António Guterres fou nomenat pel President de la República com a Primer Ministre de Portugal.

## Resultats
| ' | ' |

| ' | ' |

| ' | ' |

| ' | ' |

| ' | ' |

| ' | ' |

| ' | ' |

| ' | ' |

| ' | ' |

| ' | ' |

| ' | ' |

| ' | ' |

| ' | ' |

| ' | ' |

| ' | ' |

| ' | ' |

| ' | ' |

| ' | ' |

| ' | ' |

| ' | ' |

| ' | ' |

| ' | ' |

| ' | ' |

| ' | ' |

| ' | ' |

| ' | ' |

| ' | ' |

| ' | ' |

| ' | ' |

| ' | ' |

| ' | ' |

| ' | ' |